# Vieillesse de Lomnicky z Budce
Vieillesse de Lomnicky z Budce est un tableau peint par Jaroslav Čermák en 1853. Il est d'abord la possession de la famille de Czernin à Vienne. Le tableau est passé avant la Seconde Guerre mondiale à Budapest, avant d'être à New York à partir de 1949.
En 2014, il est prêté au Musée des beaux-arts de Lyon dans le cadre de l'exposition L'invention du passé. Histoires de cœur et d'épée en Europe, 1802-1850.

## Description
Le tableau montre Šimon Lomnický z Budče (de), poète du roi Rodolphe II mendiant sur le pont de Prague en chantant ses poésies. Il est accompagné d'autres mendiants, enfants pour certains.